# Weingartenfels
Der 898 m ü. NHN hohe Weingartenfels ist eine als Naturdenkmal gekennzeichnete Felsformation auf dem Gipfel der Ebene, dem höchsten Berg im Landkreis Schwandorf. Er liegt im Gemeindegebiet Schönsee unmittelbar an der Grenze zu Tschechien. Nördlich des Berges erhebt sich der Velký Zvon. 2006 wurde eine Neuvermessung des Berges durchgeführt und die früher angegebene Höhe von 896 m ü. NHN auf 898 m ü. NHN korrigiert. Unweit des Turms befindet sich auf 893,7 m ü. NHN Höhe ein Trigonometrischer Punkt. 
Über den Gipfel des Weingartenfelses verläuft die Europäische Hauptwasserscheide Elbe - Donau. Die Wasser seines Nordosthanges fließen über  Radbuza, Berounka, Moldau, Elbe in die Nordsee, die Wasser seiner Nord-, West- und Südhänge über Schwarzach, Naab und Donau in das Schwarze Meer.

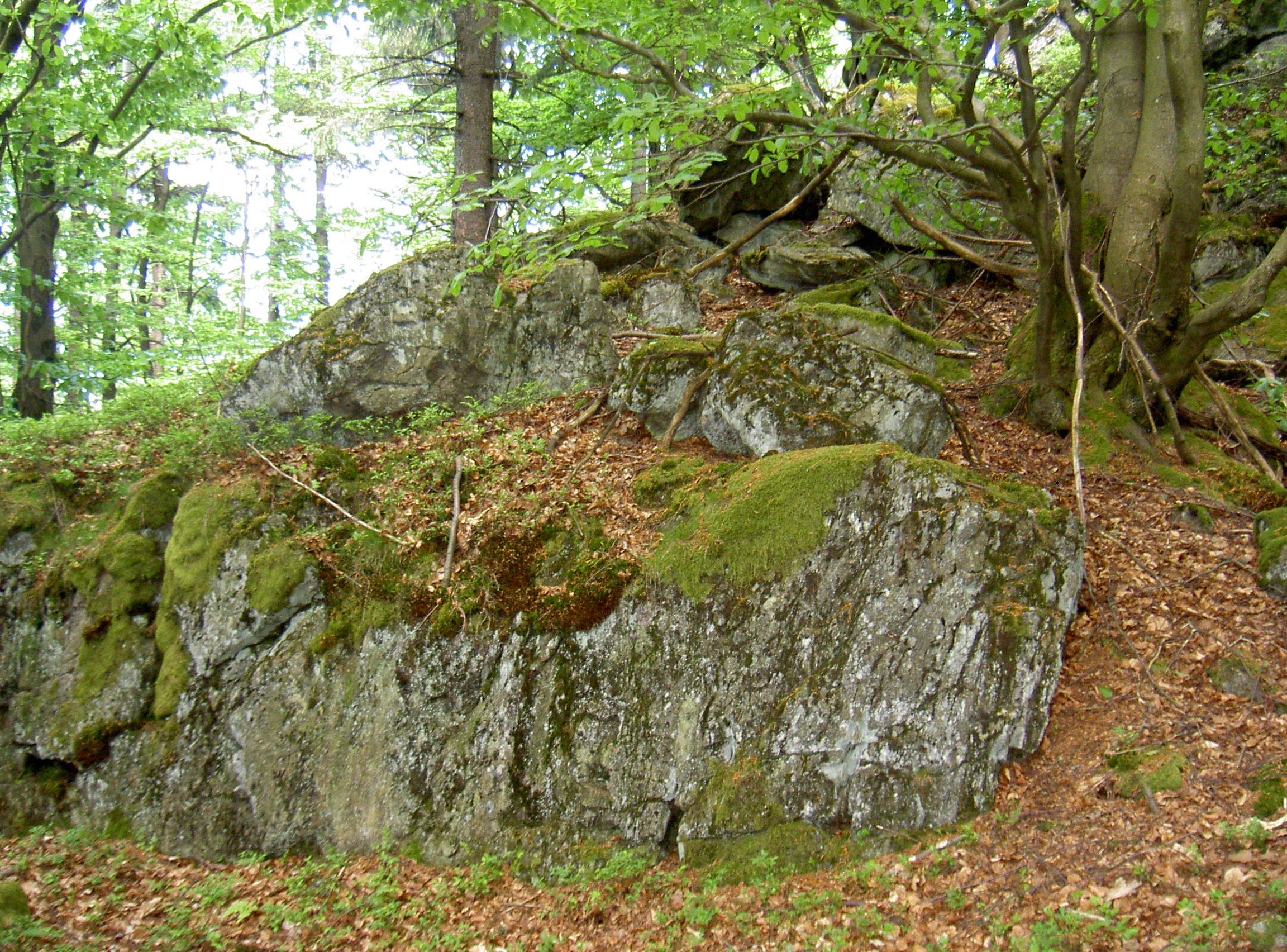
Felsformation

## Böhmerwaldturm
Auf dem Gipfel des Berges steht der 30,17 m hohe Böhmerwaldturm. Die Holzkonstruktion wurde 1983 errichtet und bietet gute Aussicht nach allen Richtungen, besonders nach Böhmen. Bei klarer Sicht kann man die höchsten Erhebungen des Bayerischen Waldes erkennen. In seltenen Fällen ist auch ein Blick zu den Alpen in über 200 km Entfernung möglich. Der Weingartenfels ist der nördlichste Punkt in Deutschland, von dem aus die Alpen gesehen werden können.
Ausgangspunkte für eine etwa einstündige Wanderung zum Böhmerwald-Aussichtsturm sind der Parkplatz beim ehemaligen Skizentrum Reichenstein am Ortseingang von Stadlern oder der Parkplatz an der Straße, die Dietersdorf mit Stadlern verbindet.